# جان گرانت (بازیکن فوتبال، زاده ۱۹۸۱)
جان گرانت (انگلیسی: John Grant؛ زادهٔ ۹ اوت ۱۹۸۱) بازیکن فوتبال اهل بریتانیا است.
از باشگاه‌هایی که در آن بازی کرده‌است می‌توان به باشگاه فوتبال کرو آلکساندرا، باشگاه فوتبال مکلسفیلد تاون، باشگاه فوتبال بارو، باشگاه فوتبال هالیفاکس تاون، باشگاه فوتبال آکسفورد یونایتد، باشگاه فوتبال آلدرشات تاون، باشگاه فوتبال درویلزدن، باشگاه فوتبال نورتویچ ویکتوریا، باشگاه فوتبال هرفورد یونایتد، و باشگاه فوتبال شروزبری تاون اشاره کرد.
وی همچنین در تیم ملی فوتبال England C بازی کرده‌است.